# Projektiv-metrische Geometrie
Eine projektiv-metrische Geometrie ist eine mindestens zweidimensionale projektive Geometrie über einem Körper mit einer metrischen Zusatzstruktur. Durch diese zusätzliche Struktur kann man die „Orthogonalitätsrelation“ einer metrischen absoluten Geometrie in dem projektiven Raum beschreiben, in den sich die metrische absolute Geometrie einbetten lässt. Zugleich zeichnet diese Zusatzstruktur eine bestimmte Untergruppe in der Gruppe aller Projektivitäten des Raumes aus: Sie ist die Invarianz- oder Verträglichkeitsgruppe der Polarität bzw. Polarinvolution, durch die die Orthogonalität der nichteuklidischen bzw. euklidischen Geometrie im projektiven Raum dargestellt wird.
In zwei Hauptfällen der absoluten Geometrie, der elliptischen Geometrie und der euklidischen Geometrie bestimmt der projektive Raum zusammen mit der „polaren Struktur“ die eingebettete Geometrie eindeutig. Nur im Falle der elliptischen Geometrie stellt der projektive Raum selbst mit seiner projektiven Polarität ein Modell der absoluten Geometrie dar.
Die projektiv-metrische Geometrie ist im folgenden Sinn reichhaltiger als die metrische absolute Geometrie: Nicht zu jedem projektiv-metrischen Raum existiert eine absolute Geometrie.
Andererseits ist die projektiv-metrische Geometrie „vergesslich“: Für den hyperbolischen Hauptfall und alle Nebenfälle, z. B. die halbelliptischen Ebenen, lässt sich die ursprüngliche metrische Ebene im Allgemeinen nur dann nach der Einbettung bis auf Isomorphie eindeutig zurückgewinnen, wenn man neben der Invarianzgruppe, die durch die polare Struktur eindeutig bestimmt ist, auch noch ein bestimmtes Erzeugendensystem dieser Invarianzgruppe, das in der metrischen Ebene die senkrechten Achsenspiegelungen und die Geraden der Geometrie repräsentiert, fest hält.

## Definitionen und Grundbegriffe im ebenen Fall
Die Grundbegriffe werden hier zunächst für die Ebene dargestellt:
Es sei {\displaystyle K} ein Körper, {\displaystyle \operatorname {char} K\neq 2} und {\displaystyle \mathbb {P} ^{2}(K)} die projektive Ebene über {\displaystyle K}, {\displaystyle V=K^{3}} der zugehörige Koordinatenvektorraum. Die genannte Voraussetzung, dass die Charakteristik der betrachteten Körper nicht 2 ist, wird in diesem Zusammenhang (oft stillschweigend) gemacht, weil sonst Spiegelungen nicht sinnvoll definiert werden können.

### Symmetrische Bilinearform und Polarinvolution/Polarität
Auf dem Koordinatenvektorraum sei eine symmetrische Bilinearform {\displaystyle B:V\times V\rightarrow K} gegeben. Diese lässt sich in {\displaystyle K^{3}} durch eine symmetrische Matrix {\displaystyle A} darstellen: {\displaystyle B(y,x)=y^{T}Ax}.
1. Singulärer Fall: Hat die Matrix {\displaystyle A} den Rang 2, so ist durch den Kern der linearen Abbildung {\displaystyle V\rightarrow V;x\mapsto Ax} das Radikal der symmetrischen Bilinearform gegeben, dies ist dann ein eindimensionaler Unterraum {\displaystyle \langle x_{R}\rangle } von {\displaystyle V}.
2. Nichteuklidischer, ordinärer Fall: Hat die Matrix {\displaystyle A} den Vollrang 3, ist also regulär, dann beschreibt die lineare Abbildung {\displaystyle V\rightarrow V;x\mapsto (Ax)^{T}} die Punktabbildung einer projektiven Polarität auf {\displaystyle \mathbf {P} ^{2}(K)}.[2]

Für den singulären Fall 1 und vor allem für die höherdimensionalen Verallgemeinerungen dieses Falles ist es praktisch, in allen Fällen die eindimensionalen Teilräume von {\displaystyle V} als Geraden der projektiven Ebene zu verwenden und die zweidimensionalen Teilräume als projektive Punkte. Diese Konvention ist dual zu dem Vorgehen, das sonst meistens üblich ist. Damit ist das Radikal {\displaystyle \langle x_{R}\rangle } im singulären Fall eine durch die Bilinearform {\displaystyle B} ausgezeichnete projektive Ferngerade {\displaystyle \mathbf {g} _{\infty }}.

#### Orthogonalität und Polarinvolution im singulären Fall
Im singulären Fall unterscheidet man noch zwei Unterfälle:
1. Alle isotropen Vektoren sind im Radikal enthalten, formal: {\displaystyle x^{T}Ax=0\Rightarrow Ax=0} oder
2. es existieren isotrope Vektoren, die nicht im Radikal enthalten sind.

Im ersten Fall nennt man die projektive Ebene mit der Bilinearform auf {\displaystyle V} singulär-elliptisch im zweiten singulär-hyperbolisch. Nur im ersten Fall ist die Ebene eine projektiv-metrische Ebene. Man bezeichnet sie in diesem Fall als singuläre projektiv-metrische Ebene.
In beiden singulären Unterfällen gilt nun: Auf dem „Büschel“ der zweidimensionalen Teilräume von {\displaystyle V}, die die Ferngerade enthalten (projektiv: der Punktmenge, die mit der Ferngeraden inzidiert), wird durch die Bilinearform {\displaystyle B} eine involutorische Orthogonalitätsabbildung definiert, durch die jedem dieser Teilräume der zu ihm (im Sinn der Bilinearform) senkrechte zweidimensionale Teilraum zugeordnet wird. Damit ist, da sich diese Zuordnung in {\displaystyle V} als lineare Abbildung von Koordinatenvektoren darstellen lässt, eine projektive Polarinvolution auf der projektiven Ferngeraden gegeben.
Eindimensionale Teilräume {\displaystyle \langle a\rangle ,\langle b\rangle } des Vektorraums, die vom Radikal {\displaystyle \langle x_{R}\rangle } verschieden sind, spannen jeweils mit dem Radikal einen zweidimensionalen Unterraum auf. Im projektiven Raum heißt das: Projektive Geraden {\displaystyle \mathbf {a} ,\mathbf {b} }, die von der Ferngeraden {\displaystyle \mathbf {g} _{\infty }} verschieden sind, bestimmen je einen Fernpunkt auf {\displaystyle \mathbf {g} _{\infty }}. Solche projektiven Geraden {\displaystyle \mathbf {a} ,\mathbf {b} } heißen orthogonal, wenn diese zugehörigen zweidimensionalen Unterräume {\displaystyle \langle a,x_{R}\rangle ,\langle b,x_{R}\rangle } (projektiv: die Fernpunkte von {\displaystyle \mathbf {a} ,\mathbf {b} }) durch die Polarinvolution aufeinander abgebildet werden. Im singulär-elliptischen Fall ist keine projektive Gerade außer der Ferngeraden zu sich selbst senkrecht.
Es wird vereinbart: Der Pol einer projektiven Geraden {\displaystyle \mathbf {a} \neq \mathbf {g} _{\infty }} ist der gemeinsame Fernpunkt aller zu ihr senkrechten Geraden. Die Ferngerade besitzt keinen Pol, Polare werden im singulären Fall nicht definiert.

#### Polarität in den ordinären Fällen
Eine projektive Ebene mit einer Bilinearform auf {\displaystyle V}, die durch eine symmetrische Matrix von Vollrang beschrieben wird, heißt ordinäre projektiv-metrische Ebene. Man unterscheidet analog zum singulären Fall zwei Unterfälle:
1. Nur der Nullvektor ist isotrop, formal: {\displaystyle x^{T}Ax=0\Rightarrow x=0} oder
2. es existieren echt isotrope Vektoren.

Im ersten Unterfall heißt die projektiv-metrische Ebene elliptisch, im zweiten hyperbolisch. In beiden Unterfällen ist für jeden vom Nullvektor verschiedenen Vektor {\displaystyle x\in V} {\displaystyle \langle x\rangle ^{\perp }=\{z\in V:x^{T}Az=0\}} ein zweidimensionaler Unterraum, projektiv der Pol der durch {\displaystyle \langle x\rangle } dargestellten projektiven Geraden.
1. Im elliptischen Fall gibt es keine echt isotropen Vektoren: Kein projektiver Punkt {\displaystyle \langle x\rangle ^{\perp }} inzidiert mit seiner Polaren {\displaystyle \langle x\rangle }.
2. Im hyperbolischen Fall gilt {\displaystyle x\in \langle x\rangle ^{\perp }} für die echt isotropen Vektoren {\displaystyle x\neq 0}: Für diese Vektoren inzidiert der projektive Punkt {\displaystyle \langle x\rangle ^{\perp }} mit seiner Polaren {\displaystyle \langle x\rangle }.

### Eigentlich-orthogonale Gruppe und Achsenspiegelungen im Vektorraum
Die Beschreibung der orthogonalen Gruppe und der Achsenspiegelungen ist von der projektiven Interpretation unabhängig. Der Vektorraum {\displaystyle V} trägt durch die Bilinearform {\displaystyle B} (die einem der drei oben beschriebenen Fälle singulär-elliptisch, elliptisch oder hyperbolisch entsprechen soll) eine Orthogonalitätsstruktur auf der Menge seiner Teilräume im üblichen Sinne der linearen Algebra.
Eine bijektive lineare Abbildung {\displaystyle \mathbf {S} :V\rightarrow V;x\mapsto Sx} heißt orthogonale Transformation, wenn sie mit der Bilinearform {\displaystyle B} verträglich ist: Für alle {\displaystyle x,y\in V} muss dann gelten:
{\displaystyle B(S(x),S(y))=B(x,y)}, in Matrixschreibweise: {\displaystyle x^{T}\left(S^{T}AS\right)y=xAy}.
Die orthogonalen Transformationen bilden eine Gruppe, die orthogonale Gruppe {\displaystyle O_{3}(K,B)}. Die orthogonalen Transformationen mit Determinante 1 bilden eine Untergruppe vom Index 2, die eigentlich-orthogonale Gruppe {\displaystyle O_{3}^{+}(K,B)}. Proportionale Formen {\displaystyle r\cdot A,r\in K^{*}} definieren die gleiche orthogonale Gruppe.
Für einen nicht-isotropen Vektor {\displaystyle x\in V} ist die lineare Transformation {\displaystyle \sigma =\sigma _{\langle x\rangle }}, die jeden zu {\displaystyle x} proportionalen Vektor auf sich und jeden zu {\displaystyle x} senkrechten Vektor auf seinen Gegenvektor abbildet, also mit
{\displaystyle \sigma (u)=u} für {\displaystyle u\in \langle x\rangle \quad } und {\displaystyle \quad \sigma (u)=-u} für {\displaystyle u\in \langle x\rangle ^{\perp }}
eine involutorische orthogonale Transformation. Sie lässt sich mit Hilfe der Bilinearform darstellen als
{\displaystyle \sigma (u)=-u+2\cdot {\frac {B(u,x)}{B(x,x)}}\cdot x}.
Man nennt sie die Achsenspiegelung an {\displaystyle \langle x\rangle }.
Die Gruppe {\displaystyle O_{3}^{+}(K,B)} wird von den Achsenspiegelungen {\displaystyle \sigma _{\langle x\rangle },B(x,x)\neq 0} erzeugt. Zur Darstellung eines beliebigen Gruppenelements sind höchstens drei Achsenspiegelungen nötig.
Übersicht über die zusammengehörigen Begriffe der projektiv-metrischen Ebene und des Vektorraums {\displaystyle K^{3}} mit Bilinearform {\displaystyle B}:
| Projektiv-metrische Ebene | Vektorraum mit Bilinearform                                                                           |
| --- | --- |
| Gerade {\displaystyle \mathbf {a} } | Eindimensionaler Teilraum {\displaystyle \langle a\rangle }                                           |
| Punkt {\displaystyle P} | Zweidimensionaler Teilraum {\displaystyle U(p^{T})} mit der homogenen Gleichung {\displaystyle p^{T}} |
| {\displaystyle P}, {\displaystyle \mathbf {a} } inzident | {\displaystyle \langle a\rangle <U(p^{T})}                                                            |
| {\displaystyle \mathbf {a} ,\mathbf {b} } orthogonal | {\displaystyle b\in \langle a\rangle ^{\perp }} das heißt {\displaystyle B(a,b)=0}                    |
| {\displaystyle \mathbf {a} } selbstorthogonal/isotrop | {\displaystyle a} isotrop das heißt {\displaystyle B(a,a)=0}                                          |
| Spiegelung (involutorische Perspektivität) mit der nicht selbst-orthogonalen Geraden {\displaystyle \mathbf {a} } als Achse und dem Pol von {\displaystyle \mathbf {a} } als Zentrum | Spiegelung {\displaystyle \sigma _{\langle a\rangle }}, für {\displaystyle B(a,a)\neq 0}              |

## Projektive Beschreibung der orthogonalen Gruppen und Achsenspiegelungen im ebenen Fall
In allen drei Fällen, dem ordinär-elliptischen, ordinär-hyperbolischen und singulär-elliptischen Fall, bestimmt die Bilinearform zu jeder projektiven nicht-isotropen Gerade {\displaystyle \mathbf {a} } einen eindeutigen Pol, der nicht mit der Geraden inzidiert. Es wird definiert: Die Achsenspiegelung {\displaystyle \sigma _{\mathbf {a} }} an der nicht-isotropen Gerade {\displaystyle \mathbf {a} } ist die eindeutig bestimmte involutorische Perspektivität, mit der Geraden {\displaystyle \mathbf {a} } als Achse und ihrem Pol als Zentrum. Nach Konstruktion ist das eine Projektivität.
Die Menge {\displaystyle {\mathfrak {S}}} aller so definierten Achsenspiegelungen an nichtisotropen Geraden erzeugt eine Gruppe {\displaystyle {\mathfrak {G}}=\langle {\mathfrak {S}}\rangle }, die isomorph zu der oben im Vektorraum definierten eigentlich-orthogonalen Gruppe des jeweiligen Falls ist.

## Projektiv-metrische Ebenen in der Absoluten Geometrie
Jede metrische Ebene im Sinne der metrischen absoluten Geometrie bestimmt eine projektiv-metrische Idealebene, in die sie eingebettet werden kann. Diese projektiv-metrische Ebene wird dadurch eindeutig, dass durch einen eigentlichen Punkt der Idealebene (also einen Punkt, der bereits in der metrischen Ebene vorhanden war) nur eigentliche Geraden gehen. Mit anderen Worten ist die metrische Ebene eine lokalvollständige Teilebene der projektiv-metrischen Ebene. Dadurch erfüllt die projektiv-metrische Ebene zwei Aufgaben in der absoluten Geometrie:
1. Projektive Ebenen enthalten geometrisch mit den über ihrem Koordinatenvektorraum definierbaren symmetrischen Bilinearformen die metrischen Ebenen als lokalvollständige Teilebenen. Die Orthogonalität einer solchen Teilebene, als Relation zwischen deren Geraden, ist eindeutig bestimmt durch die ordinäre oder singulär-elliptische polare Struktur, die die Bilinearform auf der projektiven Ebene bestimmt, also deren „metrische Zusatzstruktur“.
2. Die orthogonale Gruppe einer projektiv-metrischen Ebene enthält gruppentheoretisch die axiomatisch definierten Bewegungsgruppen {\displaystyle ({\mathfrak {G}},{\mathfrak {S}})} als erzeugte Untergruppen und liefert damit eine Darstellung dieser Gruppen.

Unterschiedliche metrische Ebenen können die gleiche Idealebene besitzen. Folgende Zuordnung besteht zwischen den axiomatisch beschriebenen Bewegungsgruppen und ihrer projektiv-metrischen Idealebene:
| Zusatzaxiome der metrischen Ebene                                             | Bezeichnung                                          | Idealebene                               |
| ----------------------------------------------------------------------------- | ---------------------------------------------------- | ---------------------------------------- |
| Axiome {\displaystyle \mathbf {R} } und {\displaystyle \mathbf {V} ^{*}}      | Präeuklidische Ebene                                 | (singuläre) projektiv-euklidische Ebene  |
| Axiome {\displaystyle \mathbf {R} } und {\displaystyle \neg \mathbf {V} ^{*}} | metrisch-euklidische Ebene ohne eindeutige Parallele | (singuläre) projektiv-euklidische Ebene  |
| Axiom {\displaystyle \mathbf {P} }                                            | elliptische Ebene                                    | (ordinäre) projektiv-elliptische Ebene   |
| Axiome {\displaystyle \neg \mathbf {R} ,\neg \mathbf {P} ,\mathbf {V} ^{*}}   | halbelliptische Ebene                                | (ordinäre) projektiv-elliptische Ebene   |
| Axiome {\displaystyle \neg \mathbf {V} ^{*}} und {\displaystyle \mathbf {H} } | hyperbolische Ebene                                  | (ordinäre) projektiv-hyperbolische Ebene |

Versucht man, ausgehend von einer projektiv-metrischen Ebene, eine metrische Ebene als aus Spiegelungen erzeugte Gruppe {\displaystyle ({\mathfrak {G}},{\mathfrak {S}})} zu konstruieren, so hat man die eigentlich-orthogonale Gruppe als Gruppe {\displaystyle {\mathfrak {G}}\;} und muss noch ein invariantes Erzeugendensystem {\displaystyle {\mathfrak {S}}\;} dieser Gruppe als Menge von Achsenspiegelungen definieren, so dass die erzeugte Gruppe {\displaystyle ({\mathfrak {G}},{\mathfrak {S}})} die gewünschten Axiome erfüllt. Im elliptischen Fall kann man alle Spiegelungen an projektiven Geraden, im euklidischen Fall alle Spiegelungen an nichtisotropen Geraden (das sind alle projektiven Geraden außer einer, die dadurch zur Ferngeraden der metrischen Ebene wird) verwenden. Man hat dann als metrische Ebene den entsprechenden, in der Tabelle hervorgehobenen Hauptfall.
Im hyperbolischen Fall kann man nur dann eine Klasse von eigentlichen Geraden und damit erzeugenden Achsenspiegelungen auszeichnen, wenn der Körper {\displaystyle K} angeordnet ist oder eine Anordnung zulässt, also formal-reell ist.
Im hyperbolischen Hauptfall der absoluten Geometrie ist die Existenz der projektiv-metrischen-Ebene (also einer hyperbolischen projektiven Polarität auf einer projektiven Ebene) nicht hinreichend für die Existenz einer entsprechenden metrischen Ebene. Die eigentlich-orthogonalen Gruppen der projektiv-hyperbolischen Ebenen werden in der absoluten Geometrie als H-Gruppen bezeichnet und lassen sich auf ähnliche Weise axiomatisch-abstrakt beschreiben, wie die metrischen erzeugten Bewegungsgruppen {\displaystyle ({\mathfrak {G}},{\mathfrak {S}}\;)}.

## Verallgemeinerung und Sprachregelungen für höhere Dimensionen
In einem n-dimensionalen projektiven Raum über einem Körper {\displaystyle K,(n>2)}, dessen Charakteristik nicht zwei ist, kann man analog zum ebenen Fall über eine Bilinearform auf {\displaystyle V=K^{n+1}} eine polare Struktur erklären. Dabei wird wieder im singulär-elliptischen Fall das eindimensionale Radikal zu einer Fernhyperebene, und in allen Fällen kann für das Erzeugnis nicht-isotroper Vektoren x (Hyperebenen des projektiven Raums) ein Pol (die wohlbestimmte Hyperebene {\displaystyle \langle x\rangle ^{\perp }} des Vektorraums, die ggf. das Radikal enthält) definiert werden. An die Stelle der Achsenspiegelungen treten dann Hyperebenenspiegelungen bzw. axiale Kollineationen usw.
Auch hier unterscheidet man die drei oben genannten Fälle. Eine Übersicht über die Bezeichnung für die jeweilige projektiv-metrische Geometrie gibt die folgende Tabelle, wobei auch der singulär-hyperbolische Fall aufgenommen ist, der in der absoluten Geometrie (im engeren Sinn) nicht untersucht wird.
|                                 | Jeder isotrope Vektor ist im Radikal enthalten. | Es existieren isotrope Vektoren außerhalb des Radikals. |
| Das Radikal ist der Nullraum.   | ordinär-elliptisch, kurz elliptisch             | ordinär-hyperbolisch, kurz hyperbolisch                 |
| Das Radikal ist eindimensional. | singulär-elliptisch, kurz euklidisch            | singulär-hyperbolisch, kurz minkowskisch                |

Das jeweilige Kurz-Attribut kann dann metrisch ersetzen, zum Beispiel heißt eine dreidimensionale projektiv-metrische Geometrie, mit einer elliptischen Bilinearform vom Rang 4 dreidimensionale projektiv-elliptische Geometrie oder ein dreidimensionaler projektiv-elliptischer Raum und ein 5-dimensionaler projektiv-euklidischer Raum ist ein 5-dimensionaler projektiver Raum mit einer polaren Struktur, die durch eine nullteilige Bilinearform vom Rang 5 bestimmt ist usw.